# Skällviks socken
Skällviks socken i Östergötland ingick i Hammarkinds härad, ingår sedan 1974 i Söderköpings kommun och motsvarar från 2016 Skällviks distrikt.
Socknens areal är 70,43 kvadratkilometer, varav 70,25 land. År 2000 fanns här 478 invånare. Herrgården Stegeborg och nära denna sockenkyrkan Skällviks kyrka ligger i socknen. 

## Administrativ historik
Skällviks socken omtalas i dokument första gången 1325, och är möjligen inte mycket äldre. Sockenkyrkans äldsta delar härrör från omkring 1300. Namnet kommer från byn Skällvik, som fått sitt namn efter viken där byn är belägen. Byn omtalas första gången 1287 men underlades på medeltiden Stegeborg. Huvuddelen av byn tillhörde Linköpings biskopsbord, och möjligen hade sockenkyrkan sin föregångare i ett kapell här.
Ur socknen utbröts 1521 Sankt Anna socken.
Vid kommunreformen 1862 övergick socknens ansvar för de kyrkliga frågorna till Skällviks församling och för de borgerliga frågorna till Skällviks landskommun. Landskommunen inkorporerades 1952 i Stegeborgs landskommun och ingår sedan 1974 i Söderköpings kommun. Församlingen uppgick 2002 i S:t Anna församling som 2010 uppgick i Söderköping S:t Anna församling.
1 januari 2016 inrättades distriktet Skällvik, med samma omfattning som församlingen hade 1999/2000. 
Socknen har tillhört samma fögderier och domsagor som Hammarkinds härad.  De indelta soldaterna tillhörde  Andra livgrenadjärregementet, Livkompanit. De indelta båtsmännen tillhörde Östergötlands båtsmanskompani.

## Geografi
Skällviks socken ligger sydöst om Söderköping söder om Slätbakens yttersta  med ön Eknön i viken. Socknen är odlad lerslätt med  småbergig skogstrakt i söder och väster.

## Fornlämningar

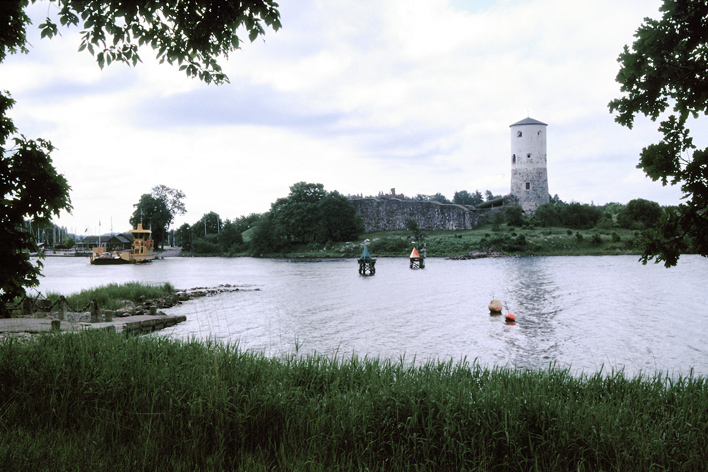
Stegeborgs slottsruin

Kända från socknen är gravrösen och skärvstenshögar från bronsåldern samt spridda gravar från järnåldern. Ruinerna av Skällviks borg och Stegeborg återfinns här.

## Namnet
Namnet (1325 Skyaldowik) kommer från borgen och kungsgården Skällvik, (Skyäldowich, 1287) och var ursprungligen namnet på Yxeltorpsviken. Förleden är en form av sköld syftande på en höjd vid viken.

### Fotnoter
1. 1 2  Svensk Uppslagsbok andra upplagan 1947–1955: Skällvik socken
2. 1 2  Harlén, Hans; Harlén Eivy (2003). Sverige från A till Ö: geografisk-historisk uppslagsbok. Stockholm: Kommentus. Libris 9337075. ISBN 91-7345-139-8
3. ↑  At Home at the Castle - Lifestyle at the Medieval Strongholds of Östergötland, AD 1200-1539, Martin Rundkvist, s. 56-58.
4. ↑  ”Församlingar”. Statistiska centralbyrån. https://www.scb.se/hitta-statistik/regional-statistik-och-kartor/regionala-indelningar/forsamlingar/. Läst 30 december 2022.
5. ↑  Administrativ historik för Skällvik socken (Klicka på församlingsposten). Källa: Nationella arkivdatabasen, Riksarkivet.
6. ↑  Om Östergötlands båtsmanskompani
7. 1 2  Sjögren, Otto (1931). Sverige geografisk beskrivning del 2 Östergötlands, Jönköpings, Kronobergs, Kalmar och Gotlands län. Stockholm: Wahlström & Widstrand. Libris 9939
8. 1 2  Nationalencyklopedin
9. ↑  Fornlämningar, Statens historiska museum: Skällviks socken
10. ↑  Fornminnesregistret, Riksantikvarieämbetet: Skällviks socken Fornminnen i socknen erhålls på kartan genom att skriva in sockennamn (utan "socken") i "Ange geografiskt område"
11. ↑  Mats Wahlberg, red (2003). Svenskt ortnamnslexikon. Uppsala: Institutet för språk och folkminnen. Libris 8998039. ISBN 91-7229-020-X. https://isof.diva-portal.org/smash/get/diva2:1175717/FULLTEXT02.pdf